# Чемпіонат U-19 України з футболу 2012—2013
1-ша юнацька першість України з футболу розпочалася у липні 2012 року і завершилась у травні 2013 року.

## Регламент
Чемпіонат розбитий на два етапи. На першому етапі клуби розбиті на дві групи «А» і «Б» по 8 команд у кожній за територіальним принципом і зіграють між собою за коловою системою по два матчі кожна з кожною. На другому етапі по 4 найкращі команди з груп увійдуть до групи «1» і розіграють медалі, а 8 гірших команд будуть грати в групі «2». Результати першого етапу анульовуються.

## Учасники
У турнірі взяли участь 16 юнацьких команд:
| - «Арсенал» (Київ) - «Волинь» (Луцьк) - «Ворскла» (Полтава) - «Говерла» (Ужгород) - «Динамо» (Київ) - «Дніпро» (Дніпропетровськ) - «Зоря» (Луганськ) - «Іллічівець» (Маріуполь) | - «Карпати» (Львів) - «Кривбас» (Кривий Ріг) - «Металіст» (Харків) - «Металург» (Донецьк) - «Металург» (Запоріжжя) - «Таврія» (Сімферополь) - «Чорноморець» (Одеса) - «Шахтар» (Донецьк) |

 — нові команди.

## Перший етап

### Група «А»

#### Учасники
- «Арсенал» (Київ)
- «Волинь» (Луцьк)
- «Ворскла» (Полтава)
- «Говерла» (Ужгород)
- «Динамо» (Київ)
- «Карпати» (Львів)
- «Кривбас» (Кривий Ріг)
- «Чорноморець» (Одеса)

#### Турнірна таблиця
| М | Команда       | І  | В  | Н | П  | РМ    | О  |
| - | ------------- | -- | -- | - | -- | ----- | -- |
| 1 | «Динамо»      | 14 | 11 | 2 | 1  | 34−13 | 35 |
| 2 | «Карпати»     | 14 | 7  | 1 | 6  | 24−19 | 22 |
| 3 | «Ворскла»     | 14 | 6  | 4 | 4  | 25−22 | 22 |
| 4 | «Арсенал»     | 14 | 5  | 4 | 5  | 23−25 | 19 |
| 5 | «Волинь»      | 14 | 5  | 3 | 6  | 21−22 | 18 |
| 6 | «Кривбас»     | 14 | 4  | 5 | 5  | 19−25 | 17 |
| 7 | «Чорноморець» | 14 | 4  | 3 | 7  | 15−22 | 15 |
| 8 | «Говерла»     | 14 | 2  | 2 | 10 | 10−23 | 8  |

### Група «Б»

#### Учасники
- «Дніпро» (Дніпропетровськ)
- «Зоря» (Луганськ)
- «Іллічівець» (Маріуполь)
- «Металіст» (Харків)
- «Металург» (Донецьк)
- «Металург» (Запоріжжя)
- «Таврія» (Сімферополь)
- «Шахтар» (Донецьк)

#### Турнірна таблиця
| М | Команда      | І  | В | Н | П | РМ    | О  |
| - | ------------ | -- | - | - | - | ----- | -- |
| 1 | «Іллічівець» | 14 | 8 | 2 | 4 | 34−20 | 26 |
| 2 | «Шахтар»     | 14 | 7 | 2 | 5 | 26−17 | 23 |
| 3 | «Зоря»       | 14 | 6 | 4 | 4 | 24−21 | 22 |
| 4 | «Металург»   | 14 | 6 | 4 | 4 | 23−23 | 22 |
| 5 | «Металург»   | 14 | 6 | 3 | 5 | 21−23 | 21 |
| 6 | «Дніпро»     | 14 | 6 | 1 | 7 | 17−20 | 19 |
| 7 | «Металіст»   | 14 | 3 | 3 | 8 | 21−31 | 12 |
| 8 | «Таврія»     | 14 | 3 | 3 | 8 | 14−25 | 12 |

#### Найкращі бомбардири
| № | Футболіст      | Команда  | Голи (пен.) |
| - | -------------- | -------- | ----------- |
| 1 | Максим Тищенко | «Динамо» | 11 (0)      |
| 2 | Артур Міранян  | «Шахтар» | 8 (0)       |

## Другий етап

### Група «1»

#### Учасники
- «Арсенал» (Київ)
- «Ворскла» (Полтава)
- «Динамо» (Київ)
- «Зоря» (Луганськ)
- «Іллічівець» (Маріуполь)
- «Карпати» (Львів)
- «Металург» (Донецьк)
- «Шахтар» (Донецьк)

#### Турнірна таблиця
| М | Команда      | І  | В  | Н | П  | РМ    | О  |
| - | ------------ | -- | -- | - | -- | ----- | -- |
| 1 | «Динамо»     | 14 | 11 | 2 | 1  | 42−8  | 35 |
| 2 | «Іллічівець» | 14 | 10 | 2 | 2  | 28−15 | 32 |
| 3 | «Шахтар»     | 14 | 7  | 3 | 4  | 30−15 | 24 |
| 4 | «Карпати»    | 14 | 8  | 0 | 6  | 26−21 | 24 |
| 5 | «Зоря»       | 14 | 4  | 3 | 7  | 15−17 | 15 |
| 6 | «Металург»   | 14 | 5  | 0 | 9  | 16−31 | 15 |
| 7 | «Арсенал»    | 14 | 2  | 3 | 9  | 15−38 | 9  |
| 8 | «Ворскла»    | 14 | 1  | 3 | 10 | 14−41 | 6  |

### Група «2»

#### Учасники
- «Дніпро» (Дніпропетровськ)
- «Зоря» (Луганськ)
- «Іллічівець» (Маріуполь)
- «Металіст» (Харків)
- «Металург» (Донецьк)
- «Металург» (Запоріжжя)
- «Таврія» (Сімферополь)
- «Шахтар» (Донецьк)

#### Турнірна таблиця
| М  | Команда       | І  | В  | Н | П  | РМ    | О  |
| -- | ------------- | -- | -- | - | -- | ----- | -- |
| 9  | «Таврія»      | 14 | 10 | 2 | 2  | 30−18 | 32 |
| 10 | «Металург»    | 14 | 9  | 3 | 2  | 26−8  | 30 |
| 11 | «Дніпро»      | 14 | 9  | 1 | 4  | 38−21 | 28 |
| 12 | «Металіст»    | 14 | 7  | 3 | 4  | 32−15 | 24 |
| 13 | «Говерла»     | 14 | 5  | 1 | 8  | 19−38 | 16 |
| 14 | «Волинь»      | 14 | 3  | 2 | 9  | 9−21  | 11 |
| 15 | «Чорноморець» | 14 | 3  | 1 | 10 | 13−28 | 10 |
| 16 | «Кривбас»     | 14 | 2  | 3 | 9  | 13−31 | 9  |

#### Найкращі бомбардири
| № | Футболіст       | Команда  | Голи (пен.) |
| - | --------------- | -------- | ----------- |
| 1 | Роман Яремчук   | «Динамо» | 14 (0)      |
| 2 | Микита Адаменко | «Шахтар» | 9 (0)       |
| 3 | Артур Міранян   | «Шахтар» | 9 (0)       |